# Rio Abiaí

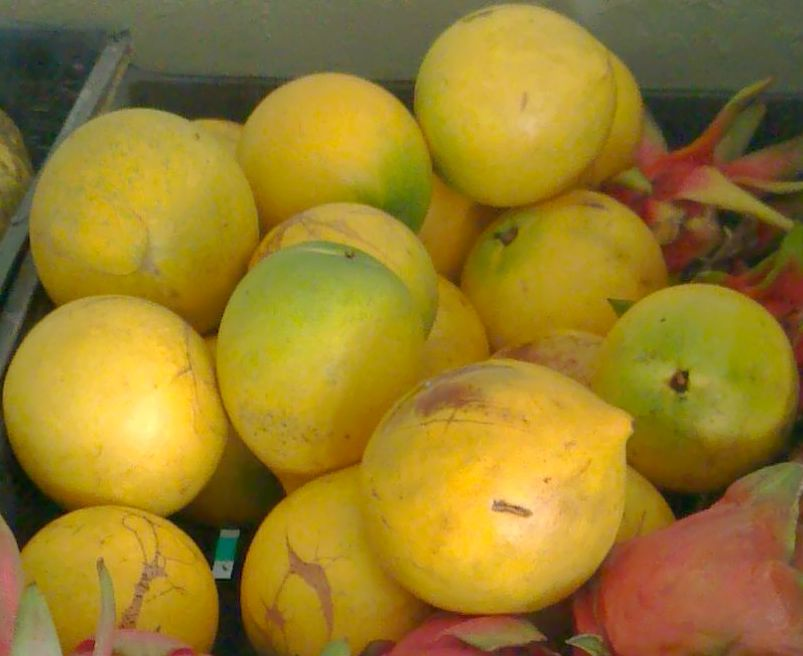
O abiu, fruto que possivelmente deu nome ao rio, segundo botânico alemão Carl von Martius.

O rio Abiaí é um curso d'água brasileiro que banha a divisa dos estados da Paraíba e Pernambuco. Consequentemente, sua bacia hidrográfica engloba municípios de ambos os estados.

## História

### Etimologia
Segundo o célebre historiador e geógrafo brasileiro Teodoro Sampaio, o termo Abiaí vem de apiahy, que em tupi significa «rio dos homens», ou mesmo de apiai-y, «rio dos meninos». Já o médico e botânico alemão Carl von Martius, em seu Glossaria Linguarum Brasiliensium, afirma que o termo correto se grafa  Abiahi ou Abiahy, e procede de abiu, fruta, e hy, água, e serviria para indicar a polpa aquosa da fruta do abieiro.

### Povoamento da região
A região de sua foz foi durante o período da capitania da Paraíba chamada de «Porto dos Franceses», em virtude da constante presença destes nesse litoral sul paraibano, muito apto à ancoragem dos navios da época. No livro Roteiro da Costa do Brasil: do Rio Mossoró ao Rio de São Francisco do Norte pode-ser ler o seguinte trecho sobre o Abiaí:
Nasce esse rio no lugar denominado Lágrimas, distrito da Jacoca, província da Paraíba. Tem perto de dez léguas de curso e nas imediações da foz é fundo e pode ser navegável por barcaças até a distância de quatro léguas. Sua barra, porém, é seca pelas areias que se acumulam com o jogo da vazante e ressaca do mar, não sendo defendida de recife algum.
Em muitas publicações dos séculos XVII e XVIII o rio é tido como o limite natural entre os estados da Paraíba e de Pernambuco, o que alguns historiadores consideravam um «erro grave» cometido até em publicações do Instituto Arqueológico, Histórico e Geográfico Pernambucano. Contudo, a historiografia mostrou que, após a anexação da capitania de Itamaracá pelas capitanias da Paraíba e de Pernambuco, em 1756, a Paraíba teve os limites sul de seu território alargados do rio Abiaí para o Goiana, atual divisa com Pernambuco.

## Bacia hidrográfica

### Características
A bacia do Abiaí está inserida entre as latitudes 7º10' e 7º30' sul e entre as longitudes 34º48' e 35º06' oeste, a maior parte da qual banha o litoral paraibano, abrangendo uma área de 449,5 km², e o curso principal em si — o Abiaí — apresenta 28,2 km de extensão. É uma área formada por tabuleiros costeiros com manchas esparsas de Mata Atlântica já intensivamente desmatada. Há em seu estuário cobertura típica de manguezal com algum grau de preservação. O clima da região da bacia é quente e úmido com chuvas de outono e inverno. Em virtude dos diversos tipos de solos encontrados na área, a vegetação apresenta muita diversidade, variando de floresta Mata Atlântica, formação de praias, campos de restingas, formação de várzeas, cerrados e mangues.
Os afluentes do Abiaí são os rios Aterro, Camocim, Galo, Popocas e Pitanga, assim como os riachos Acaís, Caboclinho, Cupiçura, Calaço, Dois Rios, Jaguarema, João Gomes, Lava Mangaba, Meirim, Muzumba, Sal Amargo, Sarampo, Taperubus, Tamanduá e Tamataepe.

### Sistema Abiaí–Popocas
O projeto de construção do Sistema Adutor Abiaí–Popocas, idealizado no governo de José Maranhão, é destinado a solucionar o problema de abastecimento de água tratada da Grande João Pessoa até 2025, evitando assim o colapso do Sistema Gramame–Mamuaba.
Essa adutora translitorânea é um projeto que está em obras no litoral sul paraibano há alguns anos e prevê beneficiar a população da Grande João Pessoa (Bayeux, Cabedelo, Conde, João Pessoa e Santa Rita), com o sistema de adutora de água trazida da bacia do Abiaí (rios Popocas e Cupiçura). Prevê-se que a nova adutora proveja também água para os municípios de Alhandra e Conde. O sistema compreende a captação em três pequenas barragens nos rios Cupiçura, Taperubus–Popocas e Abiaí.
Essa obra translitorânea, que esta a cargo do Grupo Camargo Corrêa, é a maior obra do Programa de Aceleração do Crescimento (PAC I) da Paraíba e está orçada em R$ 153 milhões. A obra é certificada ambientalmente com o selo de qualidade ISO 14001.